# Kaple svatého Floriána (Kyšice)
Kaple svatého Floriána v Kyšicích je nevelká stavba stojící uprostřed travnaté návsi v centru obce Kyšice, kladenského okresu ve Středočeském kraji.

## Dějiny

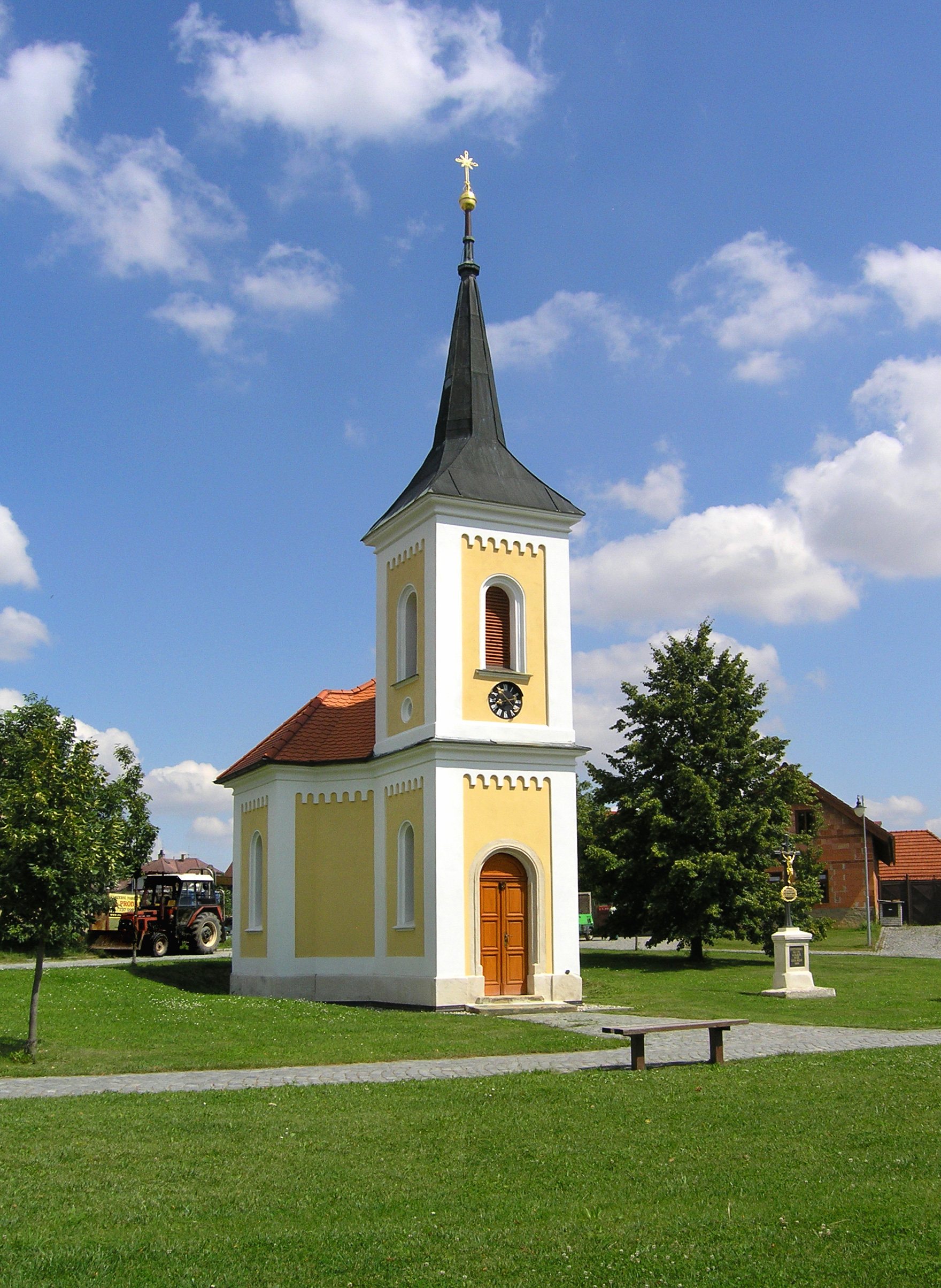
Kaple sv. Floriána

Kaple byla vystavěna v roce 1863 ze sbírek místních občanů. Hodiny se zvonem ve věžičce kaple ze druhé poloviny 18. či z 19. století byly v roce 2009 prohlášeny za kultuní památku.